# Velabro

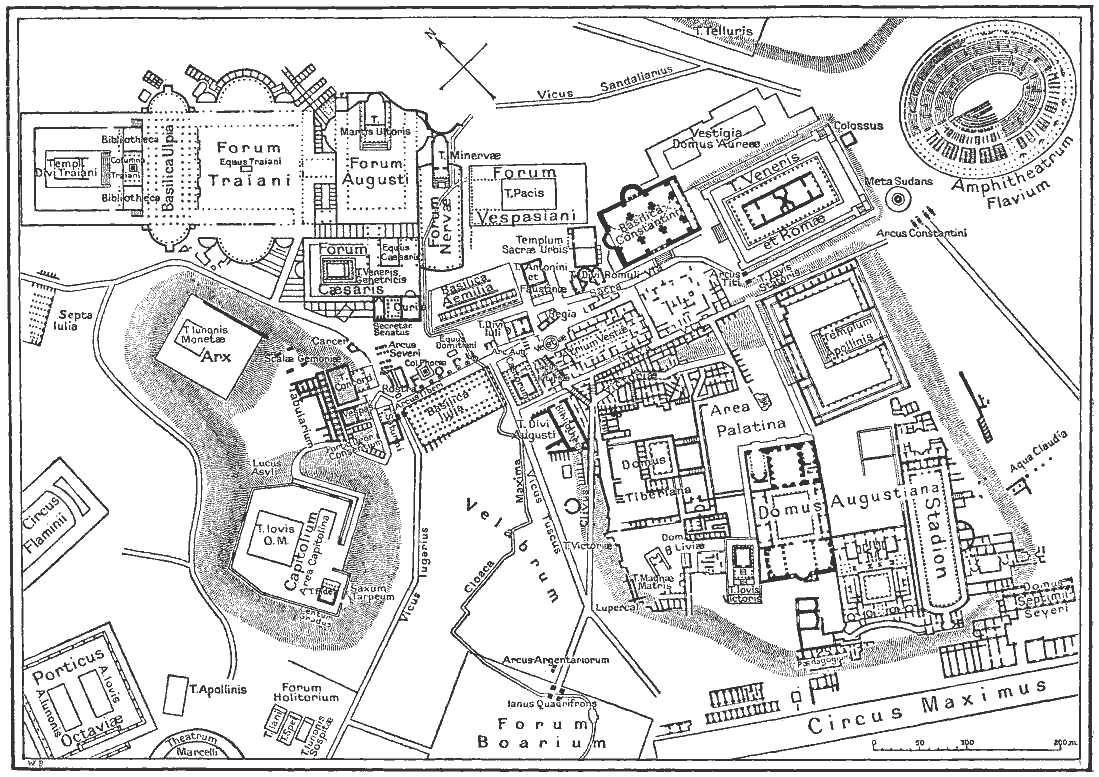
Planimetria di Roma con ubicazione del Velabrum

Il Velabro nel 1814

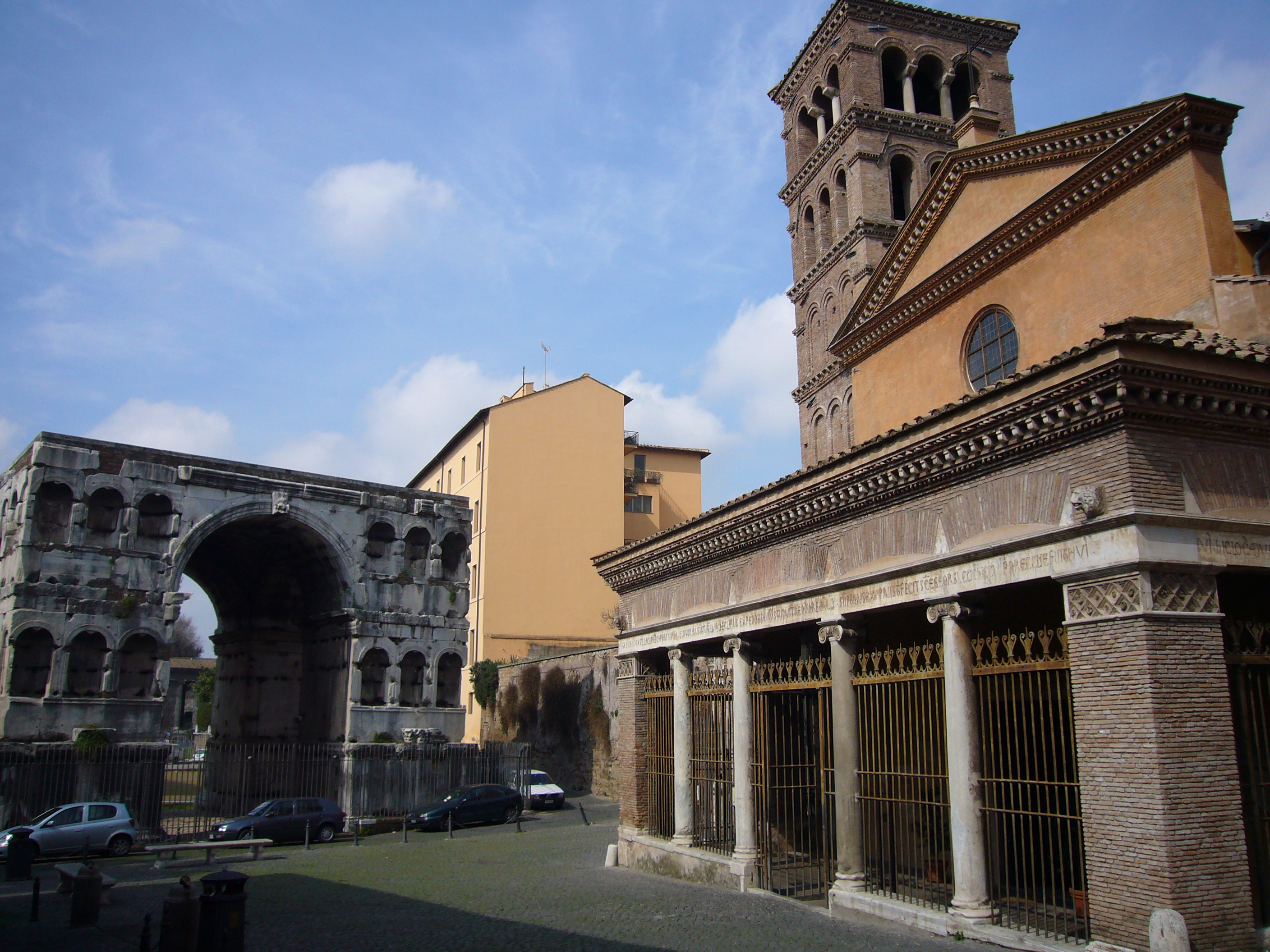
Arco di Giano e san Giorgio al Velabro

Il Velabro (in latino Velabrum) era un'area pianeggiante dell'antica città di Roma, situata tra il fiume Tevere e il Foro Romano, tra i colli del Campidoglio e del Palatino. I limiti dell'area non sono precisamente indicati; era contigua al Foro Boario e al vicus Tuscus (borgo etrusco o via etrusca), la via che partendo dal Foro Romano costeggiava le pendici del Palatino verso il Circo Massimo.

## Etimologia
L'etimologia del toponimo è incerta: Sesto Pompeo Festo la riferiva alla ventilazione del grano; Plutarco e Varrone la riferivano a vehere ("trasportare") o a velaturam facere ("traghettare"), poiché, in caso di straripamento del fiume, si doveva attraversare quel luogo con le barche. Lo stesso Plutarco riferiva anche un'altra etimologia, derivante dall'uso di coprire con vele il percorso del corteo trionfale, che comprendeva anche il Velabro.

## Storia
L'area doveva essere stata in origine paludosa e soggetta alle inondazioni del Tevere: secondo la leggenda qui si sarebbe arenata, alle pendici del Palatino, la cesta con i gemelli Romolo e Remo. Il terreno acquitrinoso doveva tuttavia essere già quasi del tutto scomparso all'epoca dei Tarquini, in seguito alla costruzione della Cloaca Massima. I resti di quest'ultima presenti nell'area sono costituiti da un condotto in opera cementizia (datato al I secolo d.C.), che sostituisce un più antico tratto coperto con lastre di cappellaccio disposte a cappuccina e risalente al IV secolo a.C.
Vi si erano poi insediate attività commerciali e produttive legate soprattutto al settore alimentare, mentre sul vicino vicus Tuscus erano presenti mercanti di stoffe e di abiti. 
In epoca tardo antica al limite verso il Foro Boario sorse l'arco di Giano, identificato come l'arcus divi Constantini citato nel Velabro dai Cataloghi regionari.
La zona mantenne la sua funzione commerciale fino al VI secolo, quando una disastrosa alluvione del Tevere ricordata nel 589 dovette rialzare il livello del terreno. In seguito vi si insediarono istituzioni ecclesiastiche ed assistenziali, come le chiese di San Teodoro (titolo cardinalizio) e di San Giorgio in Velabro (diaconia). Poco dopo il toponimo si era modificato in Velum Aureum e tale rimase per tutto il medioevo.

### Fonti primarie
- Festo, De verborum significatu.
- Plutarco, Vite parallele, Vita di Romolo.

### Fonti secondarie
- F. Guidobaldi, C. Angelelli, s.v. "Velabrum", in E. M. Steinby, Lexicon Topographicum Urbis Romae, V, Roma 1999, pp.102-108 ISBN 887140162X